# بوب جيفرسون
بوب جيفرسون (بالإنجليزية: Bob Jefferson)‏ (1 يناير 1882 بسندرلاند في المملكة المتحدة - ) هو مدرب كرة قدم ولاعب كرة قدم بريطاني (وحمل سابقاً جنسية المملكة المتحدة لبريطانيا العظمى وأيرلندا) في مركز الهجوم. لعب مع برادفورد سيتي وسويندون تاون ونادي ليدز ‏ ونادي باث سيتي.